# Constantine Giannaris
Constantino Giannaris, también Constantinos Giannaris ( en griego: Κωνσταντίνος Γιάνναρης; nacido en 1959), es un director de cine, fotógrafo, actor y autor griego . Es mejor conocido por sus largometrajes premiados From the Edge of the City, Hostage y sus primeros trabajos queer en Gran Bretaña.

## Primeros años
Constantine Giannaris, es un director y guionista de cine reconocido por su contribución al cine independiente griego. Su carrera se ha caracterizado por una exploración de temas sociales, una narrativa distintiva y un enfoque cinematográfico vanguardista.
Giannaris comenzó sus estudios en Derecho en la Universidad de Atenas, pero su pasión por el cine lo llevó a abandonar esa carrera y trasladarse a Londres para estudiar en la Escuela de Cine de la London International Film School. Su debut como director llegó en 1983 con la película "From the Edge of the City", que exploraba la vida de jóvenes marginados en Atenas. La película estableció la reputación de Giannaris como un cineasta que aborda temas sociales con una perspectiva única.
A lo largo de los años, Giannaris ha construido una filmografía diversa que abarca diferentes géneros y estilos narrativos. Su película "Hostage" (1988), basada en la novela homónima de Nikos Kazantzakis, recibió elogios por su enfoque visual innovador y su tratamiento reflexivo de los dilemas éticos. Esta película marcó el comienzo de una carrera caracterizada por la fusión de la realidad social con elementos de la cultura contemporánea.
En 2005, Giannaris ganó reconocimiento internacional con "The Bubble", un drama que aborda la vida de jóvenes griegos enfrentando desafíos en la sociedad contemporánea. La película fue seleccionada para participar en la sección "Un Certain Regard" del Festival de Cannes, consolidando la posición de Giannaris en la escena cinematográfica global.
Su compromiso con la exploración de temas controvertidos se evidenció en "Man at Sea" (2011), una película que aborda la inmigración ilegal y las complejidades de la identidad. Giannaris ha continuado desafiando las convenciones cinematográficas, explorando historias que tocan aspectos profundos de la condición humana.
Además de su trabajo como director, Giannaris ha impartido clases de cine y ha participado en iniciativas educativas para fomentar el desarrollo del cine independiente en Grecia. Su impacto en la cinematografía griega y su dedicación a la narración innovadora han consolidado a Constantine Giannaris como una figura influyente en el panorama del cine contemporáneo.

## Filmografía
| Año  | título en inglés                                                  | Título griego (Título original)                   | Idioma         | País               | Notas                                                                                       |
| ---- | ----------------------------------------------------------------- | ------------------------------------------------- | -------------- | ------------------ | ------------------------------------------------------------------------------------------- |
| 1983 | Juventud incriminada: la venganza de los adolescentes pervertidos |                                                   | Inglés         | Reino Unido        | partícipe; cortometraje, 45 minutos                                                         |
| 1989 | Jean Genet ha muerto                                              |                                                   | Inglés         | Reino Unido/Grecia | director; escritor; cortometraje, 40 minutos, dedicado a Mark Ashton                        |
| 1990 | Silencios                                                         |                                                   | Inglés         | Reino Unido/Grecia | director; escritor; cortometraje, 10 minutos                                                |
| 1990 | troyanos                                                          | Τρώες                                             | Inglés Griego  | Reino Unido/Grecia | director; escritor; cortometraje, 33 minutos <br /> 1990 Premio Teddy al Mejor Cortometraje |
| 1991 | Al norte del vórtice                                              |                                                   | Inglés         | Reino Unido/Grecia | director, cortometraje, 58 minutos                                                          |
| 1991 | atrapado mirando                                                  |                                                   | Inglés         | Reino Unido        | director; cortometraje, 35 minutos <br /> 1992 Premio Teddy al Mejor Cortometraje           |
| 1992 | La batalla de Tuntenhaus, parte 2                                 |                                                   | inglés/alemán  | Reino Unido        | camarógrafo, entrevistador                                                                  |
| 1994 | Un lugar en el sol                                                | Μια Θέση στον Ήλιο ( Mia thesi ston ilio )        | Griego         | Reino Unido/Grecia | director; escritor; 45 minutos                                                              |
| 1995 | 3 pasos al cielo                                                  |                                                   | Inglés         | Reino Unido        | director; escritor; actor; película de televisión                                           |
| 1998 | Desde las afueras de la ciudad                                    | Από την άκρη της πόλης ( Apo tin akri tis polis ) | griego/ruso    | Grecia             | director; escritor; actor                                                                   |
| 2001 | Un día en agosto                                                  | Δεκαπενταύγουστος ( Dekapentavgoustos )           | Griego         | Grecia             | director; escritor                                                                          |
| 2004 | Visiones de Europa : segmento Espacio para todos                  |                                                   |                | Unión Europea      | director; escritor; cortometraje, 5 minutos                                                 |
| 2005 | Rehén                                                             | Ομηρος ( Omiros )                                 | griego/albanés | Grecia/Turquía     | director; escritor                                                                          |
| 2009 | Género pop                                                        |                                                   | Griego         | Grecia             | director; escritor; corto documental, 40 minutos                                            |
| 2011 | hombre en el mar                                                  | Άνθρωπος στη Θάλασσα ( Anthropos sti thalassa )   | Griego         | Grecia             | director; escritor                                                                          |